# Човек (род)
Човек (лат. Homo — Хомо), род је који обухвата постојећу врсту разумног човека (савремени људи), плус неколико изумрлих врста које су класификоване или као преци савремених људи или као блиско сродне са савременим људима (зависно од врсте), међу најпознатијим су усправан човек и неандерталски човек.

## Еволуција
Сматра се да је род настао појавом спретног човека, пре више од два милиона година. Људски род потиче од јужног мајмуна, који се претходно одвојио од рода Pan, шимпанза. Таксономски, људски род је једини род који је додељен потплемену Hominina које, са потплеменима Australopithecina и Panina, чини део племена Hominini.
Усправан човек (лат. Homo erectus) појавио се пре око два милиона година и, у неколико раних миграција, проширио широм Африке (где је назван човек-радник (лат. Homo erectus ergaster)) и Евроазије. Вероватно је прва људска врста која живи у друштву ловаца-скупљача и контролише ватру. Као прилагодљива и успешна врста, усправан човек је истрајао више од милион година и постепено се делио на нове врсте пре око 500.000 година, једна од њих је хајделбершки човек, од кога потичу и неандерталац и разуман човек.
Разуман човек (лат. Homo sapiens; анатомски савремени људи) појављује се пре око 300.000 дo 200.000 година, највероватније у Африци, а у приближно исто време неандерталски човек се појављује у Европи и западној Азији. Разуман човек се раселио из Африке у неколико таласа, могуће већ пре 250.000 година и сигурно пре 130.000 година, тзв. јужно расељење почело је пре 70.000 година, а довело је до трајне колонизације Евроазије и Океаније пре 50.000 година. И у Африци и Евроазији, разуман човек се сусрео и размножавао са праисторијским човеком.
Сматра се да су поједине праисторијске (не-разумне) људске врсте живеле до пре око 40.000 година (изумирање неандерталаца), са могућим каснијим преживљавањем хибридних врста чак до пре 12.000 година (људи из Црвенојелење пећине).
Међу постојећом популацијом разумног човека, Бушмани јужне Африке су најстарији огранак, који је настао пре око 130.000 година.